# Danh sách loài chuột chù voi

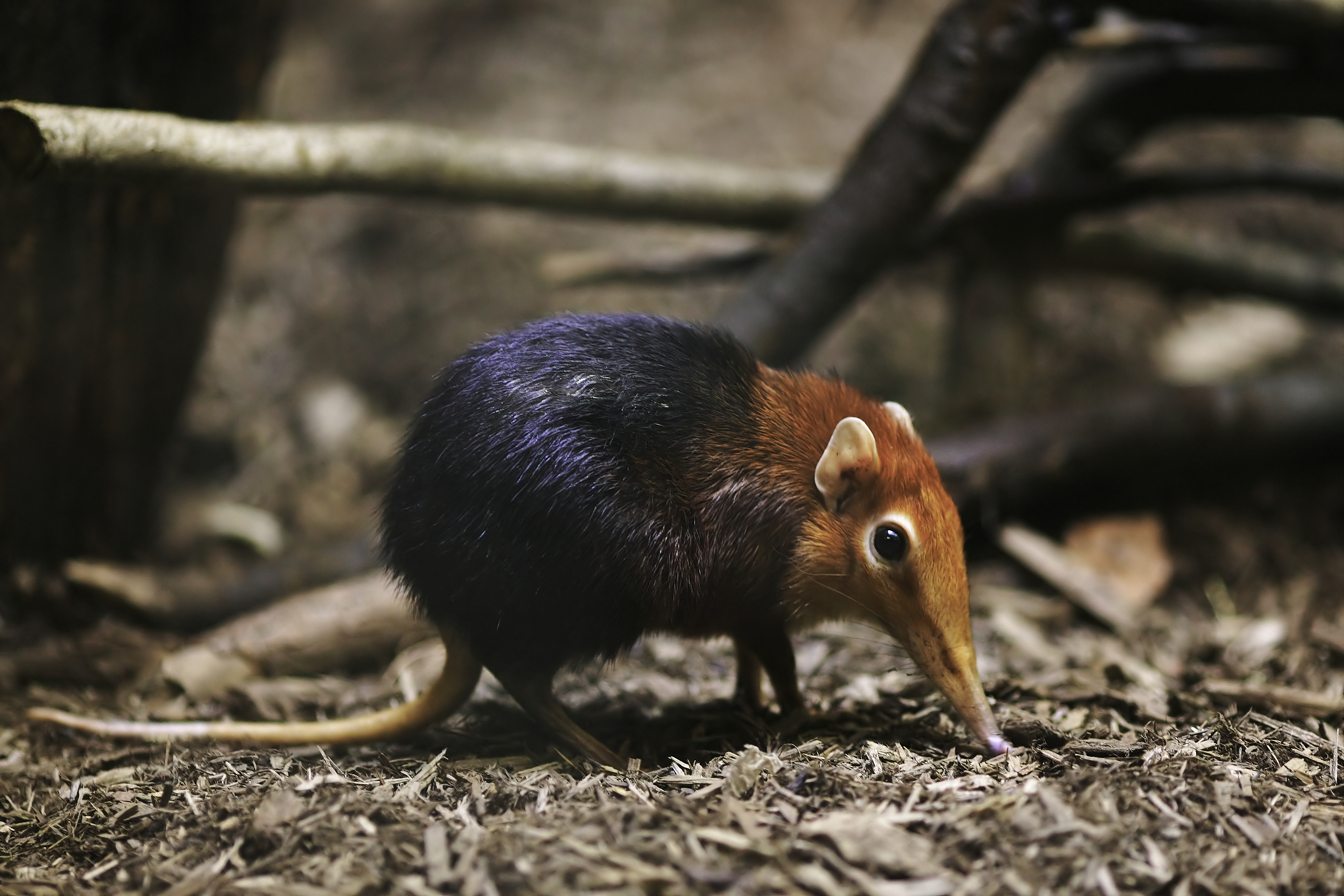
Chuột chù voi đen và nâu đỏ (Rhynchocyon petersi)

Chuột chù voi là tên gọi chung của một nhóm gồm các loài thú nhỏ thuộc họ Macroscelididae trong bộ Macroscelidea. Trong tiếng Anh, mỗi loài trong họ này được gọi là macroscelid, elephant shrew hoặc sengi. Chúng chỉ được tìm thấy ở châu Phi, trong nhiều khu sinh học trải rộng từ rừng đến sa mạc. Các loài chuột chù voi có kích thước kháu nhau, từ chuột chù voi tai tròn Etendeka, dài 8 cm (3 in) cộng đuôi 8 cm (3 in), đến chuột chù voi mặt xám, dài 32 cm (13 in) cộng đuôi 26 cm (10 in). Chúng thường ăn côn trùng, động vật không xương sống và thực vật. Loài chuột chù voi duy nhất được Liên minh Bảo tồn Thiên nhiên Quốc tế (IUCN) ước tính số lượng là chuột chù voi mông vàng, với khoảng 13.000 cá thể và được phân loại là loài nguy cấp.
Có 16 loài chuột chù voi còn tồn tại chia thành 6 chi, và đều cùng thuộc họ đơn nhất Macroscelididae. Hàng chục loài chuột chù voi tuyệt chủng đã được phát hiện, mặc dù do các nghiên cứu và khám phá vẫn đang tiếp diễn, số lượng và phân loại chưa chắc chính xác.

## Quy ước
Mã tình trạng bảo tồn được liệt kê tuân theo Sách đỏ các loài bị đe dọa của Liên minh Bảo tồn Thiên nhiên Quốc tế (IUCN). Bản đồ phân bố được đính kèm nếu có thông tin. Khi không có thông tin về bản đồ phân bố, sẽ được thay thế bằng mô tả về phạm vi môi trường hoạt động của loài. Vùng phân bố dựa trên danh sách đỏ IUCN cho loài đó trừ khi có ghi chú khác. Tất cả các loài hoặc phân loài đã tuyệt chủng được liệt kê cùng với các loài còn tồn tại đã tuyệt chủng sau năm 1500 và được biểu thị bằng biểu tượng thập tự "".

## Phân loại học và phát sinh
Bộ Macroscelidea bao gồm 20 loài thuộc họ đơn nhất Macroscelididae, và được chia thành 6 chi. Nhiều loài trong số này được chia tiếp thành các phân loài. Phân loại này không bao gồm các loài lai hoặc các loài tuyệt chủng thời tiền sử.
Họ Macroscelididae
- Chi Elephantulus (chuột chù voi tai tròn): 8 loài
- Chi Galegeeska (chuột chù voi Sừng châu Phi): 2 loài
- Chi Macroscelides (chuột chù voi tai dài): 3 loài
- Chi Petrodromus (chuột chù voi bốn ngón): 1 loài
- Chi Petrosaltator (chuột chù voi Bắc Phi): 1 loài
- Chi Rhynchocyon (chuột chù voi ca rô): 4 loài

## Danh sách loài chuột chù voi
Phân loại sau đây dựa trên phân loại của Mammal Species of the World (2005), cùng với các đề xuất bổ sung được chấp nhận rộng rãi kể từ khi sử dụng phân tích phát sinh chủng loại phân tử. Loài có tên thông thường được in nghiêng kèm tên tiếng Anh ý chỉ loài này không có tên thông thường chính thức trong tiếng Việt.
| Tên thông thường                                           | Tên khoa học và phân loài                              | Phân bố                       | Kích thước và môi trường sống | Tình trạng bảo tồn và số lượng ước tính |
| ---------------------------------------------------------- | ------------------------------------------------------ | ----------------------------- | --- | --------------------------------------- |
| Bushveld elephant shrew (Chuột chù voi Bushveld)           | E. intufi (Smith, 1836)                                | Miền nam châu Phi             | Kích thước: dài 20–28 cm (8–11 in), cộng đuôi 9–15 cm (4–6 in) Môi trường sống: Xavan, cây bụi và đồng cỏ Thức ăn: Kiến, mối và động vật không xương sống nhỏ, cũng như thực vật | LC · Không rõ                           |
| Cape elephant shrew (Chuột chù voi Cape)                   | E. edwardii (Smith, 1839)                              | Miền nam châu Phi             | Kích thước: dài 10–13 cm (4–5 in), cộng đuôi 11–15 cm (4–6 in) tail Môi trường sống: Cây bụi và vùng đá Thức ăn: Kiến và mối, cũng như động vật không xương sống                 | LC · Không rõ                           |
| Dusky elephant shrew (Chuột chù voi sẫm)                   | E. fuscus (Peters, 1852)                               | Miền nam châu Phi             | Kích thước: dài 10–13 cm (4–5 in), cộng đuôi 8–12 cm (3–5 in) Môi trường sống: Xavan và cây bụi Thức ăn: Được cho là động vật không xương sống                                   | DD · Không rõ                           |
| Dusky-footed elephant shrew (Chuột chù voi chân sẫm)       | E. fuscipes (Thomas, 1894)                             | Trung Phi                     | Kích thước: dài 12–15 cm (5–6 in), cộng đuôi 8–10 cm (3–4 in) Môi trường sống: Xavan Thức ăn: Được cho là động vật không xương sống                                              | DD · Không rõ                           |
| Eastern rock elephant shrew (Chuột chù voi đá phương Đông) | E. myurus Thomas, Schwann, 1906                        | Miền nam châu Phi             | Kích thước: dài 20–29 cm (8–11 in), cộng đuôi 20–29 cm (8–11 in) Môi trường sống: Xavan, đồng cỏ và vùng đá Thức ăn: Kiến, mối và động vật không xương sống, cũng như thực vật   | LC · Không rõ                           |
| Karoo rock elephant shrew (Chuột chù voi đá Karoo)         | E. pilicaudus Smit, Robinson, Watson, van Vuuren, 2008 | Miền tây Nam Phi              | Kích thước: dài 11–12 cm (4–5 in), cộng đuôi 11–15 cm (4–6 in) Môi trường sống: Cây bụi và vùng đá Thức ăn: Động vật không xương sống                                            | DD · Không rõ                           |
| Short-snouted elephant shrew (Chuột chù voi mõm ngắn)      | E. brachyrhynchus (Smith, 1836)                        | Miền nam và đông nam châu Phi | Kích thước: dài 11–13 cm (4–5 in), cộng đuôi 8–11 cm (3–4 in) Môi trường sống: Xavan và đồng cỏ Thức ăn: Kiến và mối, cũng như một lượng nhỏ thực vật, quả và hạt                | LC · Không rõ                           |
| Western rock elephant shrew (Chuột chù voi đá phương Tây)  | E. rupestris (Smith, 1831)                             | Miền nam châu Phi             | Kích thước: dài 11–13 cm (4–5 in), cộng đuôi 12–17 cm (5–7 in) Môi trường sống: Xavan, cây bụi và vùng đá Thức ăn: Động vật không xương sống                                     | LC · Không rõ                           |

| Tên thông thường                             | Tên khoa học và phân loài | Phân bố       | Kích thước và môi trường sống | Tình trạng bảo tồn và số lượng ước tính |
| -------------------------------------------- | --- | ------------- | --- | --------------------------------------- |
| Somali elephant shrew (Chuột chù voi Somali) | G. revoili (Huet, 1881) | Sừng châu Phi | Kích thước: dài 12–15 cm (5–6 in), cộng đuôi 12–16 cm (5–6 in) Môi trường sống: Xavan và cây bụi Thức ăn: Động vật không xương sống và thực vật          | DD · Không rõ                           |
| Rufous elephant shrew (Chuột chù voi nâu đỏ) | G. rufescens (Peters, 1878) 6 phân loài - G. r. boranus - G. r. dundasi - G. r. peasei - G. r. pulcher - G. r. rufescens - G. r. somalicus | Đông Phi      | Kích thước: dài 10–20 cm (4–8 in), cộng đuôi 11–17 cm (4–7 in) Môi trường sống: Xavan và đồng cỏ Thức ăn: Mối và kiến, cũng như chồi non, quả mọng và rễ | LC · Không rõ                           |

| Tên thông thường                                             | Tên khoa học và phân loài         | Phân bố         | Kích thước và môi trường sống | Tình trạng bảo tồn và số lượng ước tính |
| ------------------------------------------------------------ | --------------------------------- | --------------- | --- | --------------------------------------- |
| Etendeka round-eared sengi (Chuột chù voi tai tròn Etendeka) | M. micus Dumbacher, Rathbun, 2014 | Tây bắc Namibia | Kích thước: dài 8–10 cm (3–4 in), cộng đuôi 8–10 cm (3–4 in) Môi trường sống: Cây bụi, đồng cỏ và sa mạc Thức ăn: Động vật không xương sống                             | LC · Không rõ                           |
| Namib round-eared sengi (Chuột chù voi tai tròn Namib)       | M. flavicaudatus Lundholm, 1955   | Namibia         | Kích thước: dài 10–12 cm (4–5 in), cộng đuôi 9–14 cm (4–6 in) Môi trường sống: Cây bụi và sa mạc Thức ăn: Ăn tạp, chủ yếu là động vật không xương sống                  | LC · Không rõ                           |
| Round-eared elephant shrew (Chuột chù voi tai tròn)          | M. proboscideus (Shaw, 1800)      | Nam Phi         | Kích thước: dài 10–11 cm (4–4 in), cộng đuôi 9–13 cm (4–5 in) Môi trường sống: Cây bụi và sa mạc Thức ăn: Mối, kiến và động vật không xương sống nhỏ, cũng như thực vật | LC · Không rõ                           |

| Tên thông thường                                  | Tên khoa học và phân loài | Phân bố                    | Kích thước và môi trường sống | Tình trạng bảo tồn và số lượng ước tính |
| ------------------------------------------------- | --- | -------------------------- | --- | --------------------------------------- |
| Four-toed elephant shrew (Chuột chù voi bốn ngón) | P. tetradactylus Peters, 1846 9 phân loài - P. t. beirae - P. t. rovumae - P. t. schwanni - P. t. sultani - P. t. swynnertoni - P. t. tetradactylus - P. t. tordayi - P. t. warreni - P. t. zanzibaricus | Trung và đông nam châu Phi | Kích thước: dài 19–23 cm (7–9 in), cộng đuôi 15–17 cm (6–7 in) Môi trường sống: Rừng, xavan và cây bụi Thức ăn: Mối, kiến và động vật không xương sống nhỏ, cũng như thực vật | LC · Không rõ                           |

| Tên thông thường                                     | Tên khoa học và phân loài                                             | Phân bố          | Kích thước và môi trường sống | Tình trạng bảo tồn và số lượng ước tính |
| ---------------------------------------------------- | --------------------------------------------------------------------- | ---------------- | --- | --------------------------------------- |
| North African elephant shrew (Chuột chù voi Bắc Phi) | P. rozeti (Duvernoy, 1833) 2 phân loài - P. r. deserti - P. r. rozeti | Tây bắc châu Phi | Kích thước: dài 11–13 cm (4–5 in), cộng đuôi 13–16 cm (5–6 in) Môi trường sống: Cây bụi, vùng đá và sa mạc Thức ăn: Được cho là kiến, mối và động vật không xương sống, cũng như thực vật | LC · Không rõ                           |

| Tên thông thường                                              | Tên khoa học và phân loài | Phân bố                         | Kích thước và môi trường sống | Tình trạng bảo tồn và số lượng ước tính |
| ------------------------------------------------------------- | --- | ------------------------------- | --- | --------------------------------------- |
| Black and rufous elephant shrew (Chuột chù voi đen và nâu đỏ) | R. petersi Bocage, 1880 2 phân loài - R. p. adersi - R. p. petersi                                                                           | Đông Phi                        | Kích thước: dài 25–31 cm (10–12 in), cộng đuôi 25 cm (10 in) Môi trường sống: Rừng và cây bụi Thức ăn: Ăn tạp; chủ yếu là kiến, mối và động vật không xương sống                                          | LC · Không rõ                           |
| Checkered elephant shrew (Chuột chù voi ca rô)                | R. cirnei Peters, 1847 6 phân loài - R. c. cirnei - R. c. hendersoni - R. c. macrurus - R. c. reichardi - R. c. shirensis - R. c. stuhlmanni | Miền trung và đông nam châu Phi | Kích thước: dài 22–31 cm (9–12 in), cộng đuôi 17–26 cm (7–10 in) Môi trường sống: Rừng và cây bụi Thức ăn: Động vật không xương sống, cũng như động vật có vú nhỏ, lưỡng cư, thân mềm, chim và trứng chim | LC · Không rõ                           |
| Golden-rumped elephant shrew (Chuột chù voi mông vàng)        | R. chrysopygus Günther, 1881 | Miền đông Kenya                 | Kích thước: dài 21–31 cm (8–12 in), cộng đuôi 21–27 cm (8–11 in) Môi trường sống: Rừng và cây bụi Thức ăn: Nhiều loại động vật không xương sống                                                           | EN · 13.000                             |
| Grey-faced sengi (Chuột chù voi mặt xám)                      | R. udzungwensis Rovero, Rathbun, 2008 | Miền trung Tanzania             | Kích thước: dài 29–32 cm (11–13 in), cộng đuôi 23–26 cm (9–10 in) Môi trường sống: Rừng Thức ăn: Không rõ                                                                                                 | VU · Không rõ                           |